# Chiné
Le chiné est un textile manufacturé de soie à armure toile, de couleur bigarrée, caractérisé par des dessins aux contours nuancés obtenus avec la coloration du fil de chaîne avant le tissage ou alors par impression du tissu déjà tissé.

## Étymologie
Dérive du français « à la chinoise ».

## Technique
Deux méthodes anciennement utilisées :
- le chiné à la branche s’obtient avec la teinte de petites quantités de fil de chaîne adroitement liées, ce qui empêche la teinture d’atteindre la partie de fil couvert et ne colorant que les parties non liées. Le fil de chaîne est monté ensuite sur le métier à tisser pour procéder au tissage avec un fil de trame d’une seule couleur. De par les petits déplacements que subissent les fils dans l’enroulement des bobines et la teinte aléatoire du fil de chaîne, il en résulte un effet flammé, dégradé dans le sens vertical, avec des contours imprécis ;
- le chiné à la chaîne : on tisse une chaîne de fils non teintés avec une trame fictive, puis on imprègne la couleur sur le tissu avec des rouleaux, et enfin on enlève la première trame pour procéder au tissage effectif. Ce système complexe donne une meilleure précision du dessin.

La technique est similaire à celle de l'ikat asiatique.

## Utilisation
Très en vogue dans les années 1930 et 1940, aujourd’hui ce nom indique un tissage varié en soie, coton ou autres fibres même mixte naturelles-synthétiques, qui reproduit l’effet par l’utilisation de fils chiné teintés à même l’écheveau avec deux ou plusieurs couleurs.
Utilisé en ameublement pour les coussins, tapisserie et voilures, et en habillement surtout féminin pour les habits, jupes et chemisettes.